# Byblis lamellata
Byblis lamellata (укр. Бібліс пластинчатий) — вид хижих рослин з роду бібліс.

## Ареал та екологія

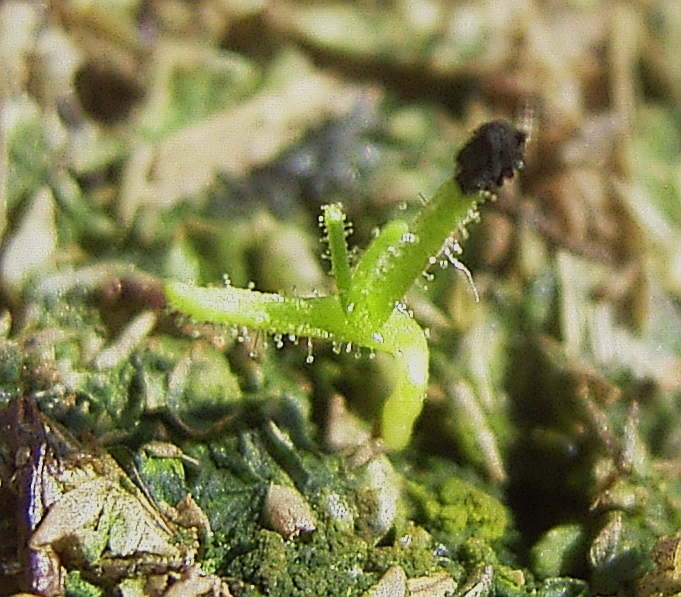
Сіянець Byblis lamellata

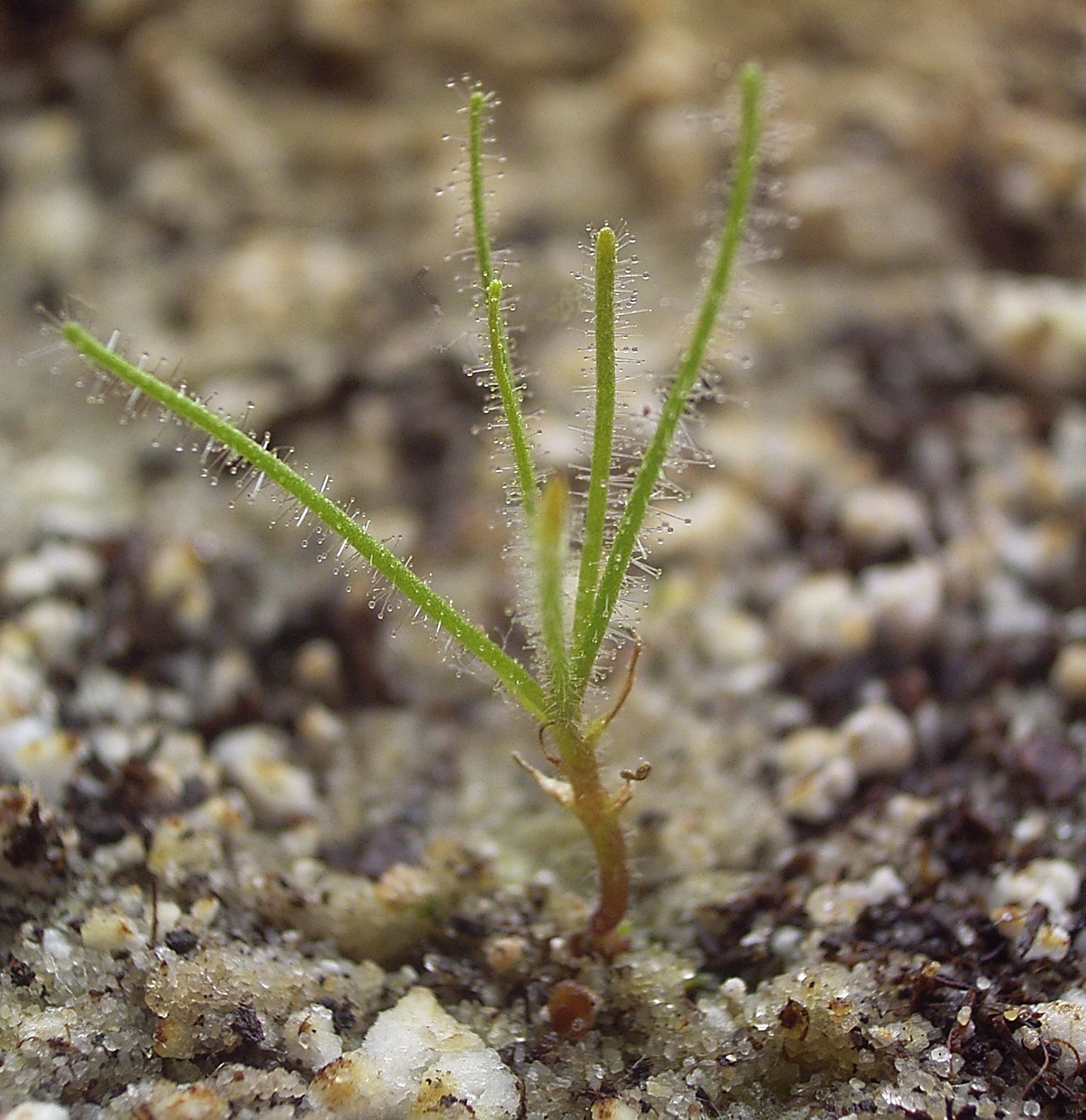
Молода рослина Byblis lamellata

- Знайдений у жовтні 2001 р. за 4 км південніше від міста Енібба (англ. Eneabba), Західна Австралія.

## Охорона
Byblis lamellata, як і всі інші види біблісових входить до списку СІТЕС.